# Rodrigo Vidal
Rodrigo Ezequiel Vidal Piñeyro, noto semplicemente come Rodrigo Vidal (Montevideo, 12 agosto 2000), è un calciatore uruguaiano, attaccante del Paso de la Arena.

## Caratteristiche tecniche
È un'ala destra.

## Carriera
Cresciuto nel settore giovanile del Progreso, debutta in prima squadra il 28 luglio 2019 in occasione dell'incontro di Primera División Profesional perso 4-2 contro il Nacional. Il 6 novembre 2020 segna la sua prima rete in carriera, fissando il punteggio sul definitivo 2-2 nella trasferta di campionato sul campo del Cerro.

## Statistiche
Statistiche aggiornate al 24 novembre 2020.

### Presenze e reti nei club
| Stagione        | Squadra         | Campionato      | Campionato | Campionato | Coppe nazionali | Coppe nazionali | Coppe nazionali | Coppe continentali | Coppe continentali | Coppe continentali | Altre coppe | Altre coppe | Altre coppe | Totale | Totale | Totale |
| Stagione        | Squadra         | Comp            | Pres       | Reti       | Comp            | Pres            | Reti            | Comp               | Pres               | Reti               | Comp        | Pres        | Reti        | Pres   | Reti   |        |
| --------------- | --------------- | --------------- | ---------- | ---------- | --------------- | --------------- | --------------- | ------------------ | ------------------ | ------------------ | ----------- | ----------- | ----------- | ------ | ------ | ------ |
| 2019            | Progreso        | PD              | 3          | 0          |                 | -               | -               |                    | -                  | -                  |             | -           | -           | 3      | 0      |        |
| 2020            | Progreso        | PD              | 4          | 1          |                 | -               | -               | CL                 | 0                  | 0                  |             | -           | -           | 4      | 1      |        |
| Totale carriera | Totale carriera | Totale carriera | 7          | 1          |                 | -               | -               |                    | 0                  | 0                  |             | -           | -           | 7      | 1      |        |